# Trichoniscus valkanovi
Trichoniscus valkanovi är en kräftdjursart som beskrevs av Mikhail P. Andreev 1985B. Trichoniscus valkanovi ingår i släktet Trichoniscus och familjen Trichoniscidae. Inga underarter finns listade i Catalogue of Life.